# Emma Tisina
Emma Wiktorowna Tisina (ros. Эмма Викторовна Тисина; ur. 31 grudnia 1995) – kazachska zapaśniczka walcząca w stylu wolnym. Zajęła siedemnaste miejsce na mistrzostwach świata w 2022 roku.
Siódma na igrzyskach azjatyckich w 2022 i ósma w 2018. Czwarta na igrzyskach Solidarności Islamskiej w 2017. Brązowa medalistka wojskowych MŚ  w 2018 roku.
Absolwentka Kazakh Academy of Sports & Tourism w Ałmaty.